# 水成論

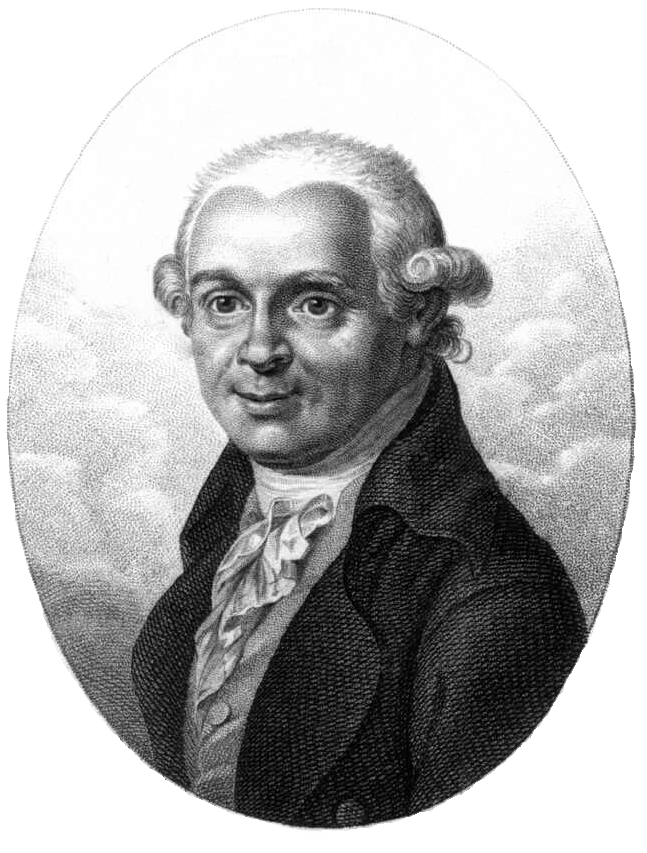
アブラハム・ゴットロープ・ウェルナー (1749–1817), 水成論の提唱者

水成論（すいせいろん、水成説とも、英語：Neptunism）は、18世紀後半にアブラハム・ゴットロープ・ウェルナー (1749–1817) により提唱された現在では否定されている地質学の理論であり、岩石は初期地球の海中で鉱物が結晶化したことにより形成されたとする。
英語名Neptunismは古代ローマの海の神ネプチューンに由来する。この理論の支持者（ネプツニスト）と、火山が岩石の起源に重要な役割を果たしたとする火成論として知られた対立する説の支持者との間には多くの論争があったが、地質学的事実がさらに判明していくにつれて斉一説の原理がその事実によく適合することが示されたため、19世紀初頭に修正された形の火成論が水成論に置き換わった。
現代の地質学では、様々な造岩形態を認めており、堆積岩の形成を水成論で説明されていたものと非常によく似た過程によって説明している。

## 歴史的発展
地質学の調査により化石のような証拠が見つかった18世紀半ば、博物学者は天地創造とは離れた新たな考えを発展させた。ジョルジュ・ド・ビュフォンは、地球は7万5000歳以上、もしかするともっと高齢であり、一連の別個の時代において歴史的な発展を示していることを提案した。
アブラハム・ゴットロープ・ウェルナーはフライベルク（ザクセン州）のフライベルク鉱山学校で鉱山の検査官および鉱業、鉱物学の教授を務めた人物であり、18世紀後半の地質学で最も有力であった。1787年の彼の著書Short Classification and Description of Rocksと彼の講義において、以前の慣例のように鉱物の種類によるのではなく、異なる物質の層の連続性により判断した年代に基づく岩石の分類を提示した。
地球が最初は水からできていたという理論に基づき、造岩の歴史的な連続性を基礎づけた。この説明によると、水が惑星と大陸のコアを一連の層として形成する堆積過程で、懸濁状態から沈降した物質を含んでおり、その層の最も古く最も固いものが花崗岩であり、新しい層では化石の数が多い。火山の影響は少なく大陸を変更し火山岩だけでなく堆積物を加える。連続する少ない洪水はそれより多くの層を加えるためほとんどの岩石は水から沈降する沈殿物から生じた。ウェルナーの起源論における洪水のどれもがノアの洪水であったという兆候はない。

## 水成論者と火成論者の論争
火成論として知られる、対立する理論では、岩石は火の中で形成されたと主張された。これは最初、イタリアの博物学者アントン・モーロ(1687–1750) により火山島の研究に関連して提案されたもので、ジェームズ・ハットンにより取り上げられた。彼は岩石は風化と侵食により削れ、熱と圧力により再形成され持ち上げられるという、無限の時間にわたり広がる斉一的な岩石輪廻の理論を提唱した。
水成論者は火成論者とは異なり、玄武岩は化石を含む堆積物であり、火山由来ではありえないという考えを持っていた。ハットンは玄武岩は化石を含むことはなく、常に不溶性、硬質、結晶質であると正確に主張した。彼は玄武岩が他の岩石の層を突き破った地層を発見し、これは玄武岩が地球の地殻の下の溶融岩に由来するという彼の理論を支持した。
議論が行われたのは科学者間だけではなかった。当時最も尊敬を受けていた作家の1人であるヨハン・ヴォルフガング・フォン・ゲーテは水成論者を支持した。彼の著名な作品『ファウスト』の第四幕には水成論者と火成論者の対話があり、後者は悪魔である同劇の敵対者メフィストフェレスである。このようにすることでゲーテは暗に水成論者を支持すると表明したが、ときに明示的にときどき他の場所では厳しく表明することもあった。
論争は19世紀初頭まで続いたが、1830年代のチャールズ・ライエルの業績により徐々にハットンと火成論者の斉一主義的思想の支持を集めた。しかし、石灰岩のような堆積岩は水成論者により説明されたような過程から生じたと考えられているため、現代の理論は2つのアプローチを統合したものと見ることができる。

## 著名な水成論者
- アブラハム・ゴットローブ・ウェルナー (1749–1817)
- フアン・イグナシオ・モリーナ (1740–1829): Ensayo sobre la historia natural de Chileにおいて玄武岩は噴火の兆候が見られないアンデス山脈とチロエ沿岸の両方で発生しているという事実を指摘し、間接的に支持を表明した。彼は玄武岩はベシクルを含む一種の密な粘板岩と考えていた。
- ヨハン・ヴォルフガング・フォン・ゲーテ(1749–1832)
- ロバート・ジェイムソン (1774–1854): ウェルナーとともに研究し、イギリスにおける最初の代表的な水成論者となった。エディンバラ大学でジェームズ・ハットンの弟子に反論した。
- グスタフ・ビショフ, (1792–1870), 地球化学の創始者。地質学へ広範に化学分析を使うことを導入した。

## フィクション
この理論とその知的文脈は、2006年のアレキサンダー・フォン・フンボルトの旅行をダニエル・ケールマンがフィクション化した著書で扱われている。